# Peyroteo
Fernando Baptista de Seixas de Vasconcelos Peyroteo (Humpata, 10 de Março de 1918 - Lisboa, 28 de Novembro de 1978), mais conhecido como Fernando Peyroteo ou Peyroteo, foi um jogador português nascido em Angola. Fernando Peyroteo formou com Albano, António Jesus Correia, José Travassos e também Vasques, os famosos Cinco Violinos do Sporting Clube de Portugal.

## Biografia
Filho de José de Vasconcelos Peyroteo (Torres Novas, 22 de Outubro de 1861 - Angola, 1919) e de sua mulher, segundo casamento de ambos, Maria da Conceição Fernandes de Seixas (27 de Maio de 1879 - Angola, 1948), tio paterno de Herlander de Seixas de Vasconcelos Peyroteo, meio-irmão de Berta Leonor de Bivar de Vasconcelos Peyroteo, primo-sobrinho em 2.º grau de Augusto César de Almeida de Vasconcelos Correia e de António de Almeida de Vasconcelos Correia e sobrinho-bisneto do 1.º Visconde de Torres Novas e 1.º Conde de Torres Novas e do 2.º Conde de Torres Novas, Fernando Peyroteo nasceu a 10 de Março de 1918 em Humpata, Angola, e desde cedo se revelou como marcador de golos no Sporting Clube de Luanda.
Com 19 anos apenas chegou a Lisboa a 26 de Junho de 1937 e não assinou logo contrato. Deu apenas a sua palavra de honra em como jogaria no Sporting sem ter sequer discutido questões monetárias. Apesar de abordado por um clube do norte, o F. C. do Porto, oferecendo-lhe mais dinheiro e melhores condições, Peyroteo não aceitou pois tinha dado a sua palavra de como iria jogar no Sporting Clube de Portugal.
Fernando Peyroteo estreou-se com a camisola do Sporting em 12 de Setembro de 1937 num Torneio no Campo das Salésias defrontando o Benfica (Taça Preparação), jogo que venceu por 5-3 com 2 golos de sua autoria.
Nesse seu primeiro ano no Sporting, Peyroteo ajudou o Clube a conquistar mais um Campeonato de Portugal, tendo Peyroteo contribuído decisivamente para a conquista de 5 campeonatos nacionais, 4 Taças de Portugal e 7 campeonatos de Lisboa.
Peyroteo foi por 6 vezes o melhor marcador do campeonato nacional, prova em que apontou 336 golos em 190 jogos, uma média fantástica de mais de 1,76 golos por jogo, média ainda hoje não superada por nenhum jogador do mundo em jogos a contar para os campeonatos nacionais.
Peyroteo realizou 323 jogos oficiais pelo Sporting (1937-1949) tendo marcado 556 golos em jogos oficiais (média de 1,72 por jogo) e ao longo da carreira disputou 343 jogos marcando 571 golos em jogos oficiais (1,66 por jogo).
Os seus 45 golos apontados no campeonato nacional de 1946/47 só vieram a ser ultrapassados por outro sportinguista: Hector Yazalde, que em 1973/74 marcou 46 golos.
É difícil escolher a tarde de maior glória de Peyroteo, tantas foram elas com a camisola do Sporting. No entanto salientamos uma quando, em 24 de abril de 1948 o Sporting precisava de vencer o Benfica, fora de casa, por uma diferença de três golos para conquistar mais um campeonato nacional. Nessa tarde de glória, Peyroteo, apesar de ter passado a noite em estado febril, jogou e marcou os quatro golos que permitiram ao Sporting ganhar o campeonato nacional e, em simultâneo, a primeira Taça «O Século», um troféu verdadeiramente monumental.
Peyroteo terminou a sua carreira aos 31 anos e faleceu, vítima de ataque cardíaco, em 28 de Novembro de 1978 com apenas 60 anos de idade.
Por ocasião das comemorações do 1º centenário do Sporting Clube de Portugal, este clube homenageou Fernando Peyroteo, lembrando-o com um memorial no dia 10 de Março de 2006, dia do seu 88º aniversário. Depois de descerrada a placa, usou da palavra o filho de nome Fernando Peyroteo: «Gostaria de dizer duas palavras de profundo agradecimento. Tenho a certeza absoluta que se fosse possível esta seria uma das prendas que teriam dado mais prazer ao longo da vida de meu pai. É com orgulho que recebo em seu nome uma homenagem destas. Estou agradecido à Comissão do Centenário. Apesar de tudo, os valores que me foram transmitidos pelo meu pai estão a ser reafirmados. Estou muito sensibilizado. Em relação à minha família será transmitida toda esta emoção.»  Certamente, Fernando Peyroteo é e sempre será para todos os sportinguistas, como o melhor ponta de lança de todos os tempos a jogar no Sporting.
Era tio-avô de José Couceiro.
Por ocasião do seu 100º Aniversário, Peyroteo foi agraciado com a atribuição a título perpétuo da condição de sócio nº 9 do Sporting Clube de Portugal, distinção aprovada a 3 de Fevereiro de 2018 em Assembleia Geral do clube. A homenagem teve em conta o número da camisola que ele habitualmente envergava.

## Títulos, internacionalizações e recordes pessoais

### Títulos
Atlético de Moçâmedes
- Campeonato de Moçâmedes: 1933-34

Sporting Clube de Luanda
- Campeonato de Luanda: 1936/37

Sporting Clube de Portugal
- Campeonato Português de Futebol: 1940-41, 1943-44, 1946-47, 1947-48, 1948-49
- Taça de Portugal: 1940-41, 1944-45, 1945-46, 1947-48
- Campeonato de Portugal (Extinto): 1937-38
- Campeonato de Lisboa: 1937-38, 1938-39, 1940-41, 1941-42, 1942-43, 1944-45, 1946-47, 1947-48
- Taça Imperio: 1943/44

Internacionalizações
- 20 (15 golos)

### Individual
- Bola de Prata: 1937–38, 1939–40, 1940–41, 1945–46, 1946–47, 1948–49

De entre os variadíssimos recordes de Peyroteo destacamos apenas seis deles que ainda hoje se mantêm:
- 1º - O jogador português que mais golos marcou na história do Campeonato Nacional: 336 golos.
- 2º - O jogador português que mais golos marcou num só jogo em campeonatos nacionais: 9 golos contra o Leça em 22 de fevereiro de 1942, que o Sporting venceu por 15-0.
- 3º - O jogador português que mais golos consecutivos num só jogo para campeonatos nacionais: 5 golos ao Vitória de Guimarães em 8 de fevereiro de 1942.
- 4º - O jogador com mais golos marcados ao SL Benfica: 67 golos em 49 jogos (média de 1,36 por jogo).
- 5º - O jogador com mais golos marcados ao FC Porto: 38 golos em 29 jogos (média de 1,31 por jogo).